# Камини
Камѝни (на италиански: Camini) е село и община в Южна Италия, провинция Реджо Калабрия, регион Калабрия. Разположено е на 300 m надморска височина. Населението на общината е 713 души (към 2012 г.).